# چر ندور
چر ندور (انگلیسی: Cher Ndour؛ زادهٔ ۲۷ ژوئیهٔ ۲۰۰۴) بازیکن فوتبال است.
وی همچنین در تیم‌های ملی فوتبال زیر ۱۵ سال ایتالیا و زیر ۱۶ سال ایتالیا بازی کرده‌است.
[رامشیر]